# شعب الضيف (إب)

تعديل مصدري - تعديل

شعب الضيف هي إحدى قرى عزلة شعب يافع بمديرية إب التابعة لمحافظة إب، بلغ تعداد سكانها 616 نسمة حسب تعداد اليمن لعام 2004.